# Kathy Najimy

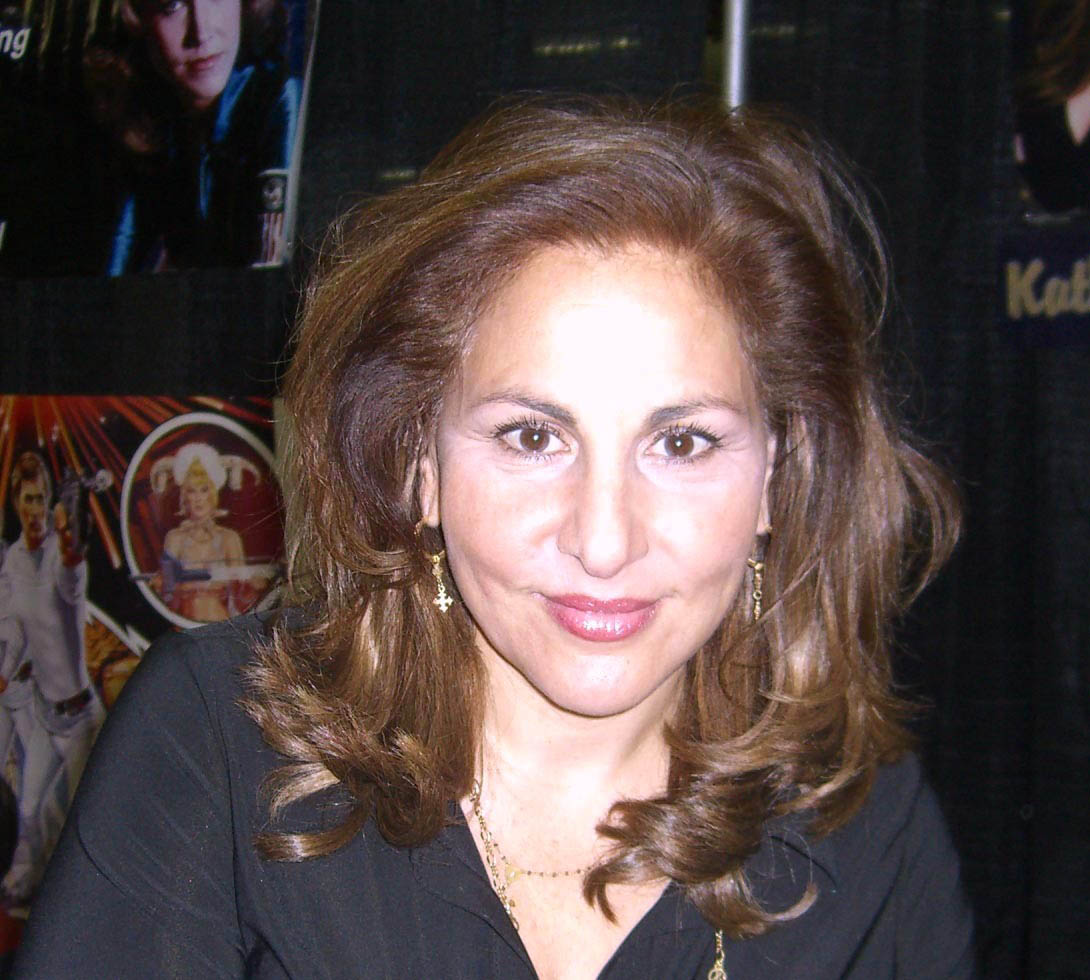
Kathy Najimy, 2009.

Katherine Ann "Kathy" Najimy, född 6 februari 1957 i San Diego i Kalifornien, är en amerikansk skådespelare. 
Najimy är ett känt ansikte för många efter att främst ha haft flera starka biroller i både amerikanska TV-serier och filmer. Hon är god vän med Jennifer Aniston sedan många år tillbaka.

## Filmografi (urval)
- 1991 – Fisher King
- 1992 – En värsting till syster
- 1993 – Hocus Pocus
- 1993 – En värsting till syster 2
- 1997–2008 – King of the Hill (TV-serie) (röst)
- 1998 – Djungelboken: Mowglis äventyr (röst)
- 2000 – Mitt liv, mitt val 2
- 2001 – Rat Race - sk(r)attjakten
- 2008 – Wall-E (röst)
- 2015 – Descendants
- 2022 – Hokus Pokus 2

## Utmärkelser
- 1993 - American Comedy Award, roligaste biroll på film för En värsting till syster
- 1993 - CableACE Award, framträdande i komediprogram för The Kathy & Mo Show: Parallel Lives
- 2001 - Annie Award, enastående kvinnlig röstinsats i tecknad TV-film för King of the Hill